# Лотто (станция метро)
«Ло́тто» (итал. Lotto) — пересадочная станция линий M1 и M5 Миланского метрополитена. Подземная станция, располагается под площадью Лотто (piazzale Lotto), имеются также выходы на улицу Монте Роза (via Monte Rosa), улицу Монте Бьянко (via Monte Bianco) и бульвар Паоло Онорато Вильяни (viale Paolo Onorato Vigliani) на северо-западе центральной части Милана.

## История
Строительство станции «Лотто» началось в 1957 году. Станция была открыта в качестве конечной в составе первой очереди линии M1 (до станции «Сесто Марелли») 1 ноября 1964 года. 8 ноября 1975 года, после продления линии до станции «Ку-Ти-8» перестала быть конечной.
В 1997 году после открытия новых выставочных павильонов на северо-западе от Милана, станция была переименована в «Лотто Фьера 2» (итал. Lotto Fiera 2 — с итал. — «выставка», fiera) по находившимся неподалёку от станции старого Миланского выставочного центра. После его закрытия и сноса в начале XXI века, станции вернулось прежнее название.
Станция линии M5 начала строиться в ноябре 2010 года как составная часть участка от станции «Гарибальди ФС» до станции «Сан Сиро Стадио». Открыта 29 апреля 2015 года.

## Особенности
Устройство станции на линии M1 подобно устройству почти всех станций первой очереди: подземное расположение с двумя путями — по одному для каждого направления и двумя боковыми платформами. Над станционным залом находится мезонин, в котором расположены входные турникеты и будка для сотрудников станции.
У станции линии M5 подземное расположение с двумя путями и одной островной платформой. Пути, как и на всех станциях этой линии, отгорожены от платформы платформенными раздвижными дверьми. Станция связана с линией M1 как на уровне платформы, так и на уровне мезонина. Глубина залегания мезонина — 8—10, станционного зала — 25—28 метров.

## Пересадки
Со станции «Лотто» производятся пересадки на миланский наземный транспорт:
- Троллейбус линий 90 и 91
- Автобус

## Оснащение
Оснащение станции:
- Доступ для инвалидов
- Аппараты для продажи билетов
- Камеры видеонаблюдения
- Бар
- Туалет